# Jadran Dekani
El Jadran Dekani es un equipo de fútbol de Eslovenia que juega en la 2. SNL, la segunda división de fútbol en el país.

## Historia
Fue fundado en el año 1938 en la ciudad de Dekani con el nombre NK Dekani y al finalizar la Segunda Guerra Mundial llegó a participar en la Segunda Liga de Eslovenia, aunque no pudo llegar a jugar a escala nacional en Yugoslavia.
Tras la disolución de Yugoslavia y la independencia de Eslovenia cambia su nombre por el que tiene actualmente y se convirtió en uno de los equipos fundadores de la Prva SNL, la primera división nacional, de la cual fue uno de los primeros descendidos.
En la siguiente temporada es campeón de la 2. SNL y regresa a la Prva SNL, donde permanece por dos temporadas hasta que desciende en la temporada 1994/95 al terminar en último lugar.

## Palmarés
- 2. SNL: 1

1992/93